# Station Buir
Station Buir (Duits: Bahnhof Buir) is een S-Bahnstation in het stadsdeel Buir van de Duitse plaats Kerpen en ligt aan de spoorlijn Aken – Keulen.
Eén van beide, in onderstaande tabel vermelde, lijnnummers S12 /S 13, of wellicht beide, zou(den) in 2019 of 2020 zijn vernummerd tot S19. Hierover ingewonnen informatie is onduidelijk, want de bronnen zijn met elkaar in tegenspraak. De website van de Deutsche Bahn noemde de lijn op 27 april 2021 S19.

## Geschiedenis
Op 25 augustus 1929 gebeurde er bij dit station een ernstig treinongeluk. Een internationale trein, onderweg van Station Paris Gare du Nord naar station Warschau, ontspoorde op een wissel bij het station. Ter plaatse moesten de treinen vanwege werkzaamheden aan het spoor voortdurend van spoor wisselen. Door miscommunicaties, veroorzaakt doordat de twee spoorwegbeambten, die de situatie juist hadden kunnen beoordelen, toevallig beiden een vrije dag hadden, kreeg de treinbestuurder een onjuiste instructie, hoe het wissel te passeren, waardoor de (deels nog met houten wagons rijdende) trein ontspoorde. 16 Reizigers kwamen om het leven, van wie 13 direct ter plaatse. 43 Mensen werden zwaar, en ongeveer 60 licht gewond.

## Treinverbindingen
| Serie | Treinsoort            | Route | Bijzonderheden                                                                                          |
| ----- | --------------------- | --- | --- |
| S 19  | S-Bahn (DB Regio NRW) | (Aachen Hbf – ) Düren – Buir – Horrem – Köln-Ehrenfeld – Köln Hbf – Köln/Bonn Luchthaven – Troisdorf – Siegburg/Bonn – Hennef (Sieg) – Eitorf – Au (Sieg) | Rijdt alleen twee keer per nacht tussen Aachen Hbf en Düren. Dienstregeling S19 geldig vanaf 10-12-2023 |

0.0: Köln Hbf ·
0.8: Köln Hansaring ·
3.7: Köln-Ehrenfeld ·
5.9: Köln-Müngersdorf Technologiepark ·
9.7: Lövenich ·
11.1: Köln-Weiden West ·
13.8: Frechen-Königsdorf ·
18.7: Horrem ·
21.4: Sindorf ·
30.3: Buir ·
35.0: Merzenich ·
39.2: Düren ·
48.9: Langerwehe ·
56.9: Eschweiler Hbf ·
60.3: Stolberg (Rheinl) Hbf ·
64.9: Eilendorf ·
68.2: Aachen-Rothe Erde ·
70.2: Aachen Hbf
Düren ·
Merzenich ·
Buir ·
Sindorf ·
Horrem ·
Frechen-Königsdorf ·
Köln-Weiden West ·
Köln-Lövenich ·
Köln-Müngersdorf Technologiepark ·
Köln-Ehrenfeld ·
Köln Hansaring ·
Köln Hbf ·
Köln Messe/Deutz ·
Köln Trimbornstr ·
Köln Airport Businesspark ·
Köln Steinstraße ·
Porz (Rhein) ·
Porz-Wahn ·
Spich ·
Troisdorf ·
Siegburg/Bonn ·
Hennef (Sieg) ·
Hennef im Siegbogen ·
Blankenberg (Sieg) ·
Merten (Sieg) ·
Eitorf ·
Herchen ·
Dattenfeld ·
Schladern (Sieg) ·
Rosbach (Sieg) ·
Au (Sieg)